# Riksgatan

Riksgatan är en gågata på Helgeandsholmen i Stockholm.
Riksgatan fick sitt namn år 1947 och avser den korta vägsträckningen mellan Riksdagshuset och Riksbankens före detta byggnad. Riksgatan begränsas på båda sidor av stora portaler. Här brukar Sveriges finansministrar promenera fram med nådiga luntan när årets nya budget skall presenteras. 
I norr ansluter Riksbron och i söder Stallbron. Ursprungligen ansågs Riksgatan vara en del av Drottninggatan. Gatumarken är inte stadens utan tillhör Riksdagen.  Byggnaderna invigdes ursprungligen 1897 och byggdes om 1978–1983. Efter det huserar Sveriges Riksdag i båda husen medan Riksbanken har flyttat till Brunkebergstorg.  

## Galleri

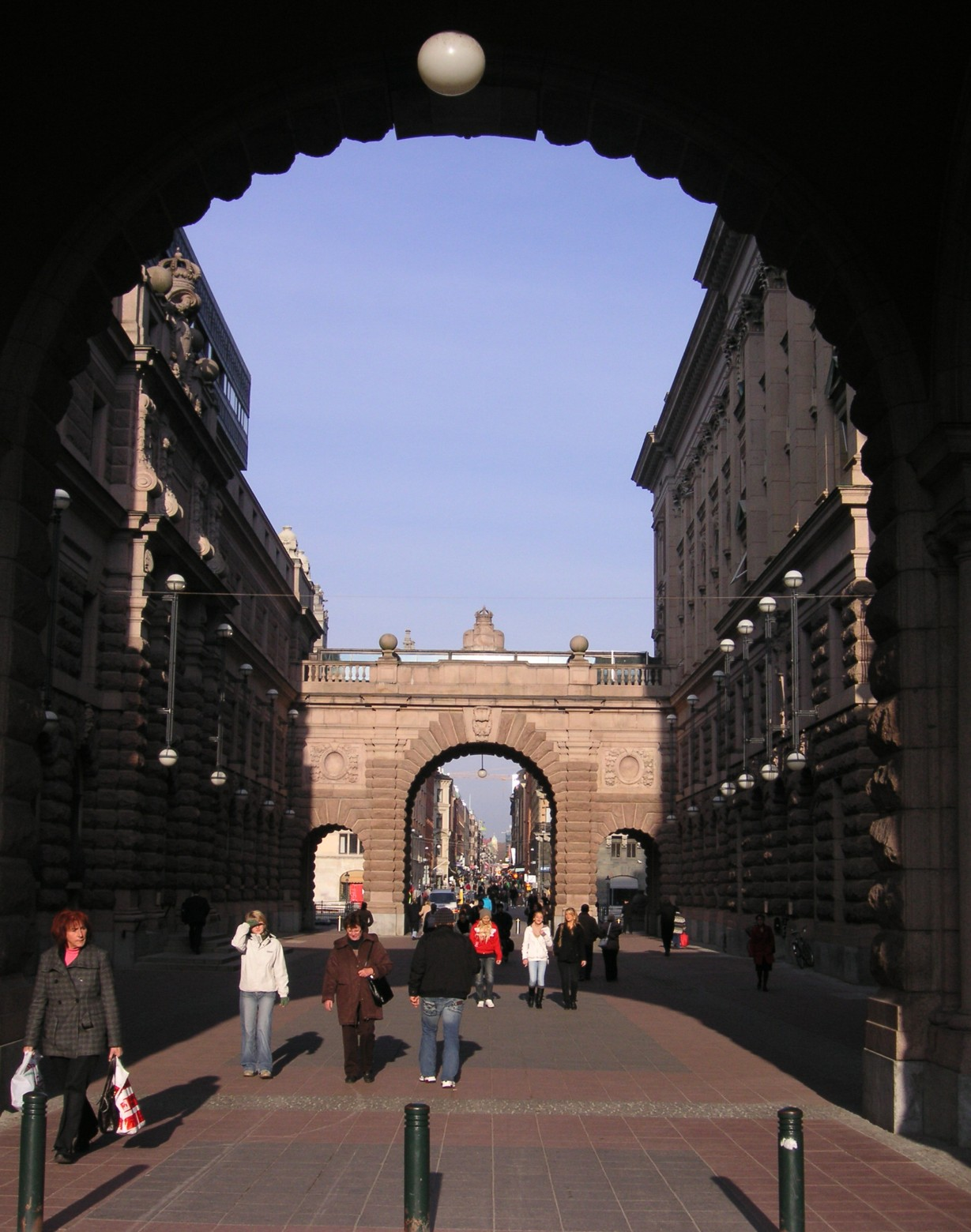
Riksgatan mot norr, år 2007.
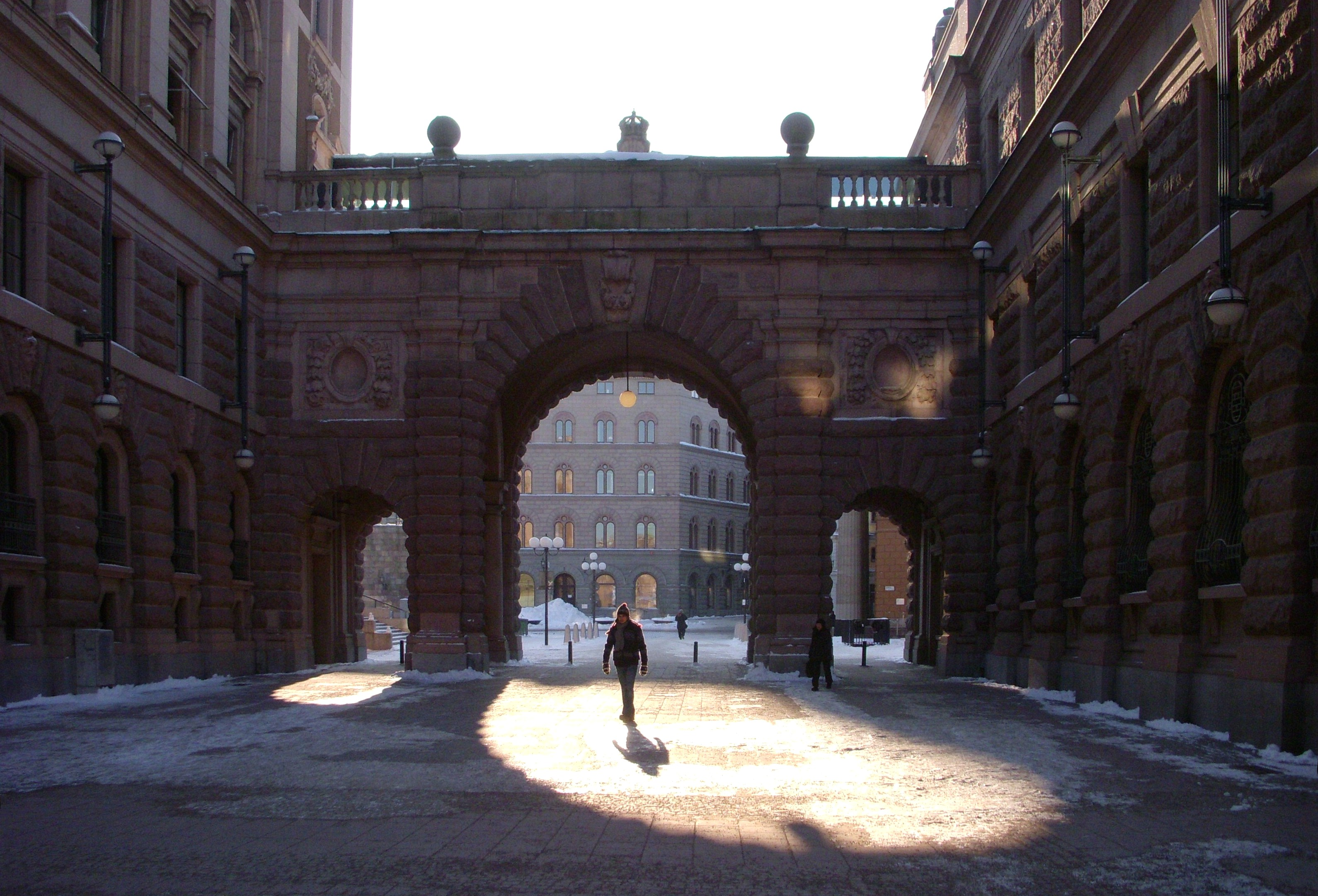
Riksgatan mot syd, år 2011.
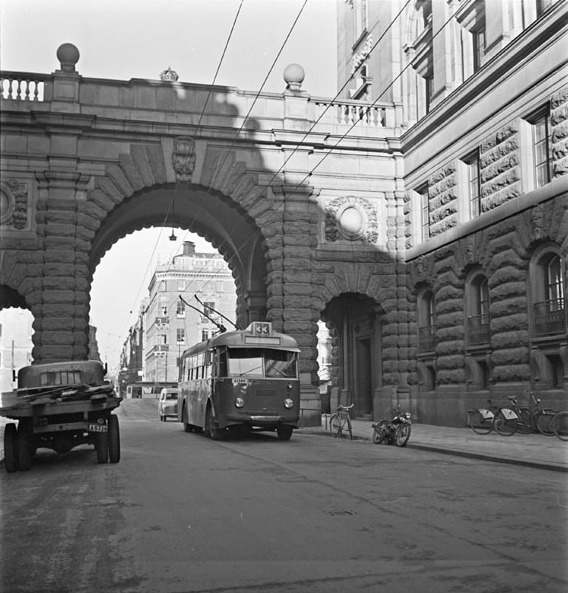
En trådbuss på linje 33 på Riksgatan, år 1949.